# Somorgollaire columbí
El somorgollaire columbí (Cepphus columba) és un ocell marí de la família dels àlcids (Alcidae) que habita al Pacífic Nord i és molt semblant al somorgollaire alablanc de l'Atlàntic.

## Morfologia
- Hi ha diferències entre les mesures depenent de l'àrea geogràfica, amb una mitjana de 37 cm de llargària i un pes de 417-524 grams.
- En estiu és de color completament negre a excepció d'una ampla taca blanca a l'ala dividida en dues o tres per barres negres transversals.
- En hivern el capell, part posterior del coll i parts superiors són blanques amb taques fosques.
- Bec punxegut negre. Potes roges.
- Joves similars als adults en hivern, amb la punta de les plomes blanques de color negre i taques fosques per les parts inferiors.

## Hàbitat i distribució
Pelàgic i costaner. Cria a penya-segats i roques costaneres del Pacífic Septentrional, al nord-est de Sibèria, illes Aleutianes, Alaska i illes Kurils. En hivern arriba cap al sud fins al Japó i Baixa Califòrnia.